# Жомбор Береш
Жомбор Береш (угор. Zsombor Berecz, нар. 26 квітня 1986) — угорський яхтсмен, срібний призер Олімпійських ігор 2020 року.

## Виступи на Олімпіадах
| Олімпіада           | Дисципліна | Місце |
| ------------------- | ---------- | ----- |
| Пекін 2008          | Фінн       | 29    |
| Лондон 2012         | Фінн       | 21    |
| Ріо-де-Жанейро 2016 | Фінн       | 12    |
| Токіо 2020          | Фінн       | 2     |

## Зовнішні посилання
- Жомбор Береш — олімпійська статистика на сайті Sports-Reference.com (англ.) (архівна версія)
- Жомбор Береш на WorldSailing

1. ↑  https://www.olympedia.org/athletes/117887